# أعطو الوقف (قرية)
قرية أعطو الوقف هي إحدى القرى التابعة لمركز بني مزار بمحافظة المنيا في جمهورية مصر العربية. حسب إحصاءات سنة 2006، بلغ إجمالي السكان في أعطو الوقف 13272 نسمة، منهم 6663 رجلا و6609 امرأة.